# Pape Moussa Diakhatè
Pape Moussa Diakhatè (Pikine, Senegal, 22 april 1989) is een Senegalese voetballer die anno het seizoen 2010/2011 als middenvelder uitkomt voor KAS Eupen. Hij wordt gehuurd van het Italiaanse ACF Fiorentina.
| seizoen | club           | land   | competitie         | wed. | goals |
| ------- | -------------- | ------ | ------------------ | ---- | ----- |
| 2008/09 | ACF Fiorentina | Italië | Serie A            | 0    | 0     |
| 2009/10 | → KAS Eupen    | België | Exqi League        | 6    | 1     |
| 2010/11 | → KAS Eupen    | België | Jupiler Pro League | 13   | 0     |
| 2011/12 | → KAS Eupen    | België | Exqi League        | 8    | 0     |
|         |                |        | Totaal             | 27   | 1     |